# Красносельське (Ленінградська область)
Красносельське (рос. Красносельское) — селище у Виборзькому районі Ленінградської області Російської Федерації.
Населення становить 1345 осіб. Належить до муніципального утворення Красносельське сільське поселення.

## Історія
До 1917 року населений пункт перебував у складі Виборзької губернії Великого князівства Фінляндського. З 1918 по 1940 та в роки Другої світової війни між 1941 та 1944 роками у складі незалежної Фінляндії. Відтак — у складі Ленінградської області.

## Населення
| 2007 | 2010  | 2017  |
| ---- | ----- | ----- |
| 1184 | ↗1217 | ↗1345 |